# 河野ひより
河野 ひより（こうの ひより、1998年6月21日 - ）は、日本の女性声優。山梨県出身。FIRST WIND production所属。

## 略歴
高校生時代に「アニメ声だね」と声を褒められており、養成所や専門学校の見学を訪れた際にアフレコの楽しさを知り、声優の道を志すようになった。
東京アニメーター学院専門学校出身。巫女のアルバイトをしていた。
2017年12月1日よりメール配信サービス「チョクメ!」に参加していたが、2019年12月31日をもって配信終了となった。
2018年6月よりマリン・エンタテインメントによって結成された声優ユニット「teaЯLove」のメンバーとなる。2022年12月のラストライブまで約4年半活動を行った。
2020年1月1日よりFIRST WIND productionに所属。

## 人物
趣味・特技は読書、写真を撮ること、字を書くこと。
憧れの声優に伊藤かな恵、高橋李依、佐倉綾音、水瀬いのりを挙げている。
好きな食べ物は肉、寿司である。
ハロー!プロジェクトが好きである。また、知らないことを知ることが好きである。
短歌が好きであり、木下龍也の歌集『つむじ風、ここにあります』や萩原慎一郎著『歌集 滑走路』の歌について言及したことがある。

## 出演
太字はメインキャラクター。

### テレビアニメ
2017年
- 恋愛暴君（陸上部員、彼女たち、水着女子）
- 覆面系ノイズ（観客）

2018年
- デスマーチからはじまる異世界狂想曲（ポチ）
- メルヘン・メドヘン（ルーシー・バートン）
- プラネット・ウィズ（妹、リポーター〈2〉）
- ぐらんぶる（ゲーム音声B）
- アイカツフレンズ!（中学生ファン）
- はるかなレシーブ（生徒1）
- ムヒョとロージーの魔法律相談事務所（生徒）
- アニマエール!（秋常紺）

2019年
- 約束のネバーランド（2019年 - 2021年、フィル、クリスティ） - 2シリーズ
- ひとりぼっちの○○生活（二子乃継、放送）
- ソウナンですか?（鈴森明日香）
- 荒ぶる季節の乙女どもよ。（小野寺和紗）
- 博多明太!ぴりからこちゃん（ぴりからこちゃん）
- 彼方のアストラ（女生徒）
- 私、能力は平均値でって言ったよね!（レニー）
- アサシンズプライド（マオ、メイド、講師、少年、シスター 他）
- ライフル・イズ・ビューティフル（2019年 - 2020年、当麻あこ）
- けだまのゴンじろー（女②）

2020年
- A3!（皆木弦）
- ヒーリングっど♥プリキュア（2020年 - 2021年、平光ひなた / キュアスパークル）
- 継つぐもも（脇坂わかな）
- ご注文はうさぎですか? BLOOM（女性客）

2021年
- WIXOSS DIVA(A)LIVE（クラスメイトC、女子生徒C）
- 転生したらスライムだった件（キララ・ミズタニ）
- 戦闘員、派遣します!（女性A）
- 海賊王女（ハンナ・スネル）
- プラオレ!〜PRIDE OF ORANGE〜（三原真理）

2022年
- くノ一ツバキの胸の内（ホウセンカ）
- ヒーラー・ガール（森嶋康史、会長）
- このヒーラー、めんどくさい（エリー）
- 惑星のさみだれ（マジカル・マリー）
- ふしぎ駄菓子屋 銭天堂（大泉こずえ）
- よふかしのうた（メイドA）

2023年
- 英雄王、武を極めるため転生す 〜そして、世界最強の見習い騎士♀〜（プラム）
- 山田くんとLv999の恋をする（生徒）
- ポーション頼みで生き延びます!（アガーテ）

2024年
- アイドルマスター シャイニーカラーズ（小宮果穂） - 2シリーズ
- 異世界ゆるり紀行 〜子育てしながら冒険者します〜（フィート）
- 株式会社マジルミエ（銀次ハナ）

2025年
- ゴリラの神から加護された令嬢は王立騎士団で可愛がられる（町娘）

### 劇場アニメ
- 映画 プリキュアミラクルリープ みんなとの不思議な1日（2020年、平光ひなた / キュアスパークル[33]）
- 映画 ヒーリングっど♥プリキュア ゆめのまちでキュン!っとGoGo!大変身!!（2021年、平光ひなた / キュアスパークル[34]）

### OVA
- ゴブリンスレイヤー -GOBLIN'S CROWN-（2020年、圃人斥候）

### Webアニメ
- タコピーの原罪（2025年、まりなの友人[初出 7]）

### ゲーム
2017年
- アストメモリア-Ast Memoria-（クロエ・ボールドウィン）
- クイズRPG 魔法使いと黒猫のウィズ（トルテ）
- 白猫プロジェクト（ルミエ・アワワ）
- SKYOVER
- ファイトリーグ（猫磨ゆうぎ）
- ぷよぷよ!!クエスト（2017年 - 2020年、ヒルダ、ポルックス）
- 輝星のリベリオン（マリー・ルイーズ）

2018年
- 黒の騎士団〜ナイツクロニクル〜（ナターシャ、ルビー）
- アイドルマスター シャイニーカラーズ（2018年 - 2025年、小宮果穂）
- 竜星のヴァルニール（コゼッティア）
- アンダーグラウンドシンフォニー
- モン娘☆は〜れむ（メリエル）
- オルターレコードアジャストメント（つん）
- OCTOPATH TRAVELER
- グランドサマナーズ（夢幻魔后シャシャ、神星リザ）
- 天空のクラフトフリート（プレシィ）
- ブレイブソード×ブレイズソウル（天斧セレネ）
- 刻のイシュタリア（ミュール）
- 武器よさらば（レレイ）

2019年
- モンスターストライク（サキミタマ）
- LOST:SMILE memories + promises（与那嶺純）
- SINoALICE -シノアリス-（リライ）
- グリムエコーズ（ヨリンデ）
- グラフィティスマッシュ（ウィチェリー）
- 荒野のコトブキ飛行隊 大空のテイクオフガールズ!（ウメコ）

2020年
- プリキュア つながるぱずるん（平光ひなた / キュアスパークル）
- 絵師神の絆（ロック・ホーム）
- ブイブイブイテューヌ（ノル）
- ひよこ社長のまちづくり（Miss.ラチェット）
- 夜、灯す（青柳真弥）
- 神獄塔 メアリスケルターFinale（ハーメルン）
- ガレリアの地下迷宮と魔女ノ旅団（ユリィカ）
- きららファンタジア（ヒナゲシ）
- サクラ革命 〜華咲く乙女たち〜（大井川りほ）

2021年
- 四ツ目神 -再会-（佐原真依）
- アイドルマスター ポップリンクス（小宮果穂）
- LOOPERS（ヒルダ）
- 神田アリス も 推理スル。（木野ゆり香）
- Caligula2（駒村二胡）
- 風雨来記4（母里ちあり）
- デュエル・マスターズ プレイス（ダピコ）
- アイドルマスター スターリットシーズン（2021年 - 2022年、小宮果穂）
- 機動戦士ガンダム バトルオペレーション コードフェアリー（ミア・ブリンクマン）
- 東方ロストワード

2022年
- ヘブンバーンズレッド（2022年 - 2024年、丸山奏多）
- ファイアーエムブレム ヒーローズ（2022年 - 2023年、ユーミル）
- ブラウンダスト（シュディ）
- パニリヤ・ザ・リバイバル（フノス、ゲルセミ）

2023年
- モンスターユニバース（ナツカ）
- モンスターストライク タワーオブスカイ（マーノ）
- アリスフィクション（エオストレ）
- takt op. 運命は真紅き旋律の街を（幻想即興曲）
- 機動戦士ガンダム U.C. ENGAGE（ミア・ブリンクマン）
- Edge of Eternity（シル）
- アイドルマスター シャイニーカラーズ Song for Prism（2023年 - 2025年、小宮果穂）

2024年
- ペルソナ3 リロード（大橋舞子）
- 東方スペルカーニバル（鈴仙・優曇華院・イナバ）
- ウマ娘 プリティーダービー（ノーリーズン）
- グランブルーファンタジー（シュシュク）

2025年
- イルベロスウォンプ ハッピートゥギャザー（チーポ）
- ■■ノニラヤ（優丹）

### ドラマCD
- あやかしこ 第6巻ドラマCD付き特装版（2019年、女子高生A、子供）
- デスマーチからはじまる異世界狂想曲 第19巻ドラマCD付き特装版（2020年、ポチ）
- 一億年ボタンを連打した俺は、気付いたら最強になっていた 〜落第剣士の学院無双〜 第4巻ドラマCD付き特装版（2020年、リリム＝ツオリーネ[79]）

### 吹き替え
- 最後の召喚師 -The Last Summoner-（2023年、スタン[80][81]、少年、警報）

### ラジオ
※はインターネット配信。
- 指出毬亜と河野ひよりの「り」系ラジオ（2017年 - 2020年、ニコニコ生放送※）[82]
- 東アニWebラジオ 河野ひよりのちょっと聴いてくりょー（2018年、YouTube※）[83]
- アイドルマスター シャイニーカラーズ はばたきラジオステーション（2018年 - 、ASOBI CHANNEL※） - 週替わりパーソナリティ
- 約束のネバーラジオ（2019年 - 、アニメ公式サイト※・YouTube※）
- ラジオどっとあい 河野ひよりのひよりびより☀（2019年、AG-ON Premium・超!A&G+※）[84]
- 白石晴香と河野ひよりの「ふたラジ！！」（2020年3月、超!A&G+※）[85]
- 鷲崎健・河野ひより 8ぶおんぶ（2024年 - 、響ラジオステーション※・YouTube※）[86]

### インターネット配信番組
- 河野ひよりとピザの耳（2019年 - 2020年、ニコニコ生放送）[87]
- 長野佑紀と河野ひよりの あんどもあっ！ぱちぱち空想部（2020年 -  、ニコニコ生放送・YouTube）[88]
- 河野ひよりの晴れノチひより（2020年 -  、ニコニコ生放送）[89]
- 河野ひよりのてれかくし（2021年 - 、ニコニコ生放送・YouTube）[90]

### 映像商品
- 「THE IDOLM@STER SHINY COLORS 1stLIVE FLY TO THE SHINY SKY」Blu-ray（2019年）[91]
- バンダイナムコエンターテインメントフェスティバル 2days LIVE Blu-ray（2020年）[92]
- 「THE IDOLM@STER SHINY COLORS MUSIC DAWN」Blu-ray（2021年）[93]
- 「THE IDOLM@STER SHINY COLORS 2ndLIVE STEP INTO THE SUNSET SKY」Blu-ray（2021年）[94]
- 「THE IDOLM@STER SHINY COLORS 3rdLIVE TOUR PIECE ON PLANET / NAGOYA / TOKYO / FUKUOKA」Blu-ray（2022年）[95]  [96]  [97]
- 「THE IDOLM@STER SHINY COLORS 4thLIVE 空は澄み、今を越えて。」Blu-ray（2022年）[98]
- バンダイナムコエンターテインメントフェスティバル 2nd 2days LIVE Blu-ray（2023年）[99]
- THE IDOLM@STER M@STERS OF IDOL WORLD!!!!! 2023 Blu-ray PERFECT BOX!!!!!（2023年）[100]
- 「THE IDOLM@STER SHINY COLORS 5thLIVE If I_wings.」Blu-ray（2023年）[101]
- 283PRODUCTION SOLO PERFORMANCE LIVE「我儘なまま」Blu-ray（2024年）[102]
- THE IDOLM@STER SHINY COLORS 5.5th Anniversary LIVE「星が見上げた空」Blu-ray（2024年）[103]
- 「異次元フェス アイドルマスター★♥ラブライブ！歌合戦」Blu-ray（2024年）[104]

### オーディオドラマ
- 茉莉花官吏伝 / 十三歳の誕生日、皇后になりました。（2020年 - 2022年、莉杏） - 2作品[105][106]
- ASMR「あのとき、あのひ、あなたのふゆやすみ」（2022年、あやみ[107]）

### デジタルコミック
- 青春シンデレラ（2021年、美月[108]）
- 椿くんの熱におぼれたい（2022年、同僚女性C[109]）
- 転生婚（2022年、城の女性B、他[110]）
- 狐に嫁入り（2022年、藤乃[111]）

### 舞台
- LIAR GAME murder mystery『爆発廃工場 〜犯人の挑戦状〜』『首切りホテル 〜最後の夜宴〜』（2024年[112]）
- eeo Stage reading 朗読劇『はなしぐれ』（2025年、島崎美波[113]）

### その他コンテンツ
- LINEスタンプ『アイドルマスター シャイニーカラーズ』（2019年 - 2020年、小宮果穂） - 2作品
- WEBサイト紹介ムービー『キミラノ』（2019年、ノエル・ミルフォード[114]）
- 日本マクドナルドテレビCM『ハッピーセットヒーリングっど♥プリキュア ぬりえ「ワクワクゲート」編』（2020年、キュアスパークル）
- ミュージカル『ヒーリングっど♥プリキュア ドリームステージ』（2020年、平光ひなた / キュアスパークルの声）
- メディアミックスプロジェクト『温泉むすめ』（2023年、山中湖忍[115]）

## ディスコグラフィ

### キャラクターソング
| 発売日   | 商品名                                                                                | 歌 | 楽曲 | 備考                                                                             |
| 2018年   | 2018年                                                                                | 2018年 | 2018年 | 2018年                                                                           |
| -------- | ------------------------------------------------------------------------------------- | --- | --- | -------------------------------------------------------------------------------- |
| 6月6日   | THE IDOLM@STER SHINY COLORS BRILLI@NT WING 01 Spread the Wings!!                      | シャイニーカラーズ | 「Spread the Wings!!」 「Multicolored Sky」 | ゲーム『アイドルマスター シャイニーカラーズ』テーマソング                        |
| 7月27日  | -                                                                                     | ポチ（河野ひより）、タマ（奥野香耶）、アリサ（悠木碧） | 「美少女天使マジカルローズ」 | テレビアニメ『デスマーチからはじまる異世界狂想曲』挿入歌                         |
| 9月5日   | THE IDOLM@STER SHINY COLORS BRILLI@NT WING 04 夢咲きAfter school                      | 放課後クライマックスガールズ | 「夢咲きAfter school」 「太陽キッス」 「Spread the Wings!!」 | ゲーム『アイドルマスター シャイニーカラーズ』関連曲                              |
| 12月19日 | THE IDOLM@STER SHINY COLORS SE@SONAL WINTER                                           | シャイニーカラーズ | 「SNOW FLAKES MEMORIES」 「Let's get a chance」 | ゲーム『アイドルマスター シャイニーカラーズ』関連曲                              |
| 2019年   |                                                                                       | | |                                                                                  |
| 3月9日   | THE IDOLM@STER SHINY COLORS SOLO COLLECTION -1stLIVE FLY TO THE SHINY SKY-            | 小宮果穂（河野ひより） | 「夢咲きAfter school」 | ゲーム『アイドルマスター シャイニーカラーズ』関連曲                              |
| 4月10日  | THE IDOLM@STER SHINY COLORS FR@GMENT WING 01                                          | シャイニーカラーズ | 「Ambitious Eve」 「いつか Shiny Days」 | ゲーム『アイドルマスター シャイニーカラーズ』関連曲                              |
| 7月7日   | 博多明太！ぴりからこちゃん                                                            | ぴりからこちゃん（河野ひより） | 「博多明太！ぴりからこちゃん」 | テレビアニメ『博多明太!ぴりからこちゃん』オープニングテーマ                      |
| 7月10日  | THE IDOLM@STER SHINY COLORS FR@GMENT WING 04                                          | 放課後クライマックスガールズ | 「ビーチブレイバー」 「よりみちサンセット」 「Ambitious Eve」 | ゲーム『アイドルマスター シャイニーカラーズ』関連曲                              |
| 8月18日  | THE IDOLM@STER SHINY COLORS SOLO COLLECTION -SUMMER PARTY 2019-                       | 小宮果穂（河野ひより） | 「太陽キッス」 | ゲーム『アイドルマスター シャイニーカラーズ』関連曲                              |
| 9月4日   | ココハドコ                                                                            | あほむし | 「ココハドコ」 | テレビアニメ『ソウナンですか？』オープニングテーマ                               |
| 9月4日   | ココハドコ                                                                            | あほむし | 「かんたん！はじめてのソウナンマニュアル」 | テレビアニメ『ソウナンですか？』関連曲                                           |
| 12月18日 | THE IDOLM@STER SHINY COLORS FUTURITY SMILE                                            | シャイニーカラーズ | 「FUTURITY SMILE」 「Spread the Wings!!」 | ゲーム『アイドルマスター シャイニーカラーズ』関連曲                              |
| 2020年   |                                                                                       | | |                                                                                  |
| 2月12日  | THE IDOLM@STER SHINY COLORS SWEET♡STEP                                                | シャイニーカラーズ | 「SWEET♡STEP」 「Multicolored Sky」 | ゲーム『アイドルマスター シャイニーカラーズ』関連曲                              |
| 3月21日  | THE IDOLM@STER SHINY COLORS SOLO COLLECTION -SPRING PARTY 2020-                       | 小宮果穂（河野ひより） | 「ビーチブレイバー」 | ゲーム『アイドルマスター シャイニーカラーズ』関連曲                              |
| 4月8日   | THE IDOLM@STER SHINY COLORS GR@DATE WING 01                                           | シャイニーカラーズ | 「シャイノグラフィ」 「Dye the sky.」 | ゲーム『アイドルマスター シャイニーカラーズ』関連曲                              |
| 7月8日   | ヒーリングっど♥プリキュア ボーカルアルバム 〜Voice of life〜                          | 平光ひなた（河野ひより）、ニャトラン（金田アキ） | 「カワイイ Be Ambitious!!」 | テレビアニメ『ヒーリングっど♥プリキュア』関連曲                                  |
| 7月22日  | ヒーリングっど♥プリキュア キャラクターシングル 〜響き合う4つの声〜                    | キュアグレース（悠木碧）、キュアフォンテーヌ（依田菜津）、キュアスパークル（河野ひより）、キュアアース（三森すずこ） | 「ヒーリングっど♥プリキュア Touch!! 〜Precure Quartet Ver〜」 | テレビアニメ『ヒーリングっど♥プリキュア』関連曲                                  |
| 7月22日  | ヒーリングっど♥プリキュア キャラクターシングル 〜響き合う4つの声〜                    | キュアグレース（悠木碧）、キュアフォンテーヌ（依田菜津）、キュアスパークル（河野ひより）、キュアアース（三森すずこ） | 「Ready Steady →プリキュア!!」 | テレビアニメ『ヒーリングっど♥プリキュア』関連曲                                  |
| 7月29日  | THE IDOLM@STER SHINY COLORS SOLO COLLECTION -2ndLIVE STEP INTO THE SUNSET SKY-        | 小宮果穂（河野ひより） | 「よりみちサンセット」 | ゲーム『アイドルマスター シャイニーカラーズ』関連曲                              |
| 7月29日  | THE IDOLM@STER SHINY COLORS デビ太郎 VS ジャスティスV                                 | 小宮果穂（河野ひより） | 「絶対正義 EVERY DAY」 | ゲーム『アイドルマスター シャイニーカラーズ』関連曲                              |
| 10月31日 | THE IDOLM@STER SHINY COLORS SOLO COLLECTION -MUSIC DAWN-                              | 小宮果穂（河野ひより） | 「SNOW FLAKES MEMORIES」 | ゲーム『アイドルマスター シャイニーカラーズ』関連曲                              |
| 11月18日 | THE IDOLM@STER SHINY COLORS GR@DATE WING 04                                           | 放課後クライマックスガールズ | 「五ツ座流星群」 「学祭革命夜明け前」 「シャイノグラフィ」 | ゲーム『アイドルマスター シャイニーカラーズ』関連曲                              |
| 2021年   |                                                                                       | | |                                                                                  |
| 1月20日  | THE IDOLM@STER SHINY COLORS COLORFUL FE@THERS -Stella-                                | Team.Stella | 「プラニスフィア 〜planisphere〜」 | ゲーム『アイドルマスター シャイニーカラーズ』関連曲                              |
| 1月20日  | THE IDOLM@STER SHINY COLORS COLORFUL FE@THERS -Stella-                                | 小宮果穂（河野ひより） | 「ハナマルバッジ」 | ゲーム『アイドルマスター シャイニーカラーズ』関連曲                              |
| 4月14日  | THE IDOLM@STER SHINY COLORS L@YERED WING 01                                           | シャイニーカラーズ | 「Resonance⁺」 「Color Days」 | ゲーム『アイドルマスター シャイニーカラーズ』関連曲                              |
| 4月24日  | THE IDOLM@STER SHINY COLORS SOLO COLLECTION -3rdLIVE TOUR PIECE ON PLANET / TOKYO-    | 小宮果穂（河野ひより） | 「五ツ座流星群」 | ゲーム『アイドルマスター シャイニーカラーズ』関連曲                              |
| 5月29日  | THE IDOLM@STER SHINY COLORS SOLO COLLECTION -3rdLIVE TOUR PIECE ON PLANET / FUKUOKA-  | 小宮果穂（河野ひより） | 「学祭革命夜明け前」 | ゲーム『アイドルマスター シャイニーカラーズ』関連曲                              |
| 7月14日  | THE IDOLM@STER SHINY COLORS L@YERED WING 04                                           | 放課後クライマックスガールズ | 「クライマックスアイランド」 「拝啓タイムカプセル」 「Resonance⁺」 | ゲーム『アイドルマスター シャイニーカラーズ』関連曲                              |
| 7月21日  | 百華繚乱 参                                                                           | 岡田切吉房（杉浦しおり）、歌仙兼定（佳穂成美）、二つ銘則宗（河野ひより） | 「すぺしゃる☆Holy Night!!」 | ゲーム『天華百剣 -斬-』関連曲                                                    |
| 10月6日  | THE IDOLM@STER STARLIT SEASON 00 GR@TITUDE                                            | Project LUMINOUS | 「GR@TITUDE」 | ゲーム『アイドルマスター スターリットシーズン』関連曲                            |
| 10月6日  | THE IDOLM@STER STARLIT SEASON 00 GR@TITUDE ランティス盤                               | シャイニーカラーズ | 「GR@TITUDE」 | ゲーム『アイドルマスター スターリットシーズン』関連曲                            |
| 12月1日  | THE IDOLM@STER STARLIT SEASON 01                                                      | Project LUMINOUS | 「THE IDOLM@STER」 | ゲーム『アイドルマスター スターリットシーズン』関連曲                            |
| 12月1日  | THE IDOLM@STER STARLIT SEASON 01                                                      | 765PRO ALLSTARS、シャイニーカラーズ | 「Spread the Wings!!」 | ゲーム『アイドルマスター スターリットシーズン』関連曲                            |
| 2022年   |                                                                                       | | |                                                                                  |
| 1月19日  | THE IDOLM@STER STARLIT SEASON 02                                                      | 765PRO ALLSTARS、シャイニーカラーズ | 「READY!!」 | ゲーム『アイドルマスター スターリットシーズン』関連曲                            |
| 1月19日  | THE IDOLM@STER STARLIT SEASON 02                                                      | シャイニーカラーズ | 「Multicolored Sky」 | ゲーム『アイドルマスター スターリットシーズン』関連曲                            |
| 1月19日  | THE IDOLM@STER STARLIT SEASON 02                                                      | 星井美希（長谷川明子）、萩原雪歩（浅倉杏美）、高槻やよい（仁後真耶子）、双海亜美 / 真美（下田麻美）、城ヶ崎美嘉（佳村はるか）、諸星きらり（松嵜麗）、伊吹翼（Machico）、桜守歌織（香里有佐）、小宮果穂（河野ひより）、奧空心白（田中あいみ）                                           | 「夏のBang!!」 | ゲーム『アイドルマスター スターリットシーズン』関連曲                            |
| 2月14日  | THE IDOLM@STER SHINY COLORS SOLO COLLECTION -L@YERED WING part 1-                     | 小宮果穂（河野ひより） | 「クライマックスアイランド」 | ゲーム『アイドルマスター シャイニーカラーズ』関連曲                              |
| 2月14日  | THE IDOLM@STER SHINY COLORS SOLO COLLECTION -L@YERED WING part 2-                     | 小宮果穂（河野ひより） | 「拝啓タイムカプセル」 | ゲーム『アイドルマスター シャイニーカラーズ』関連曲                              |
| 3月2日   | THE IDOLM@STER STARLIT SEASON 03                                                      | シャイニーカラーズ | 「Ambitious Eve」 | ゲーム『アイドルマスター スターリットシーズン』関連曲                            |
| 3月2日   | THE IDOLM@STER STARLIT SEASON 03                                                      | 星井美希（長谷川明子）、萩原雪歩（浅倉杏美）、高槻やよい（仁後真耶子）、双海亜美 / 真美（下田麻美）、城ヶ崎美嘉（佳村はるか）、諸星きらり（松嵜麗）、伊吹翼（Machico）、桜守歌織（香里有佐）、小宮果穂（河野ひより）、田中摩美々（菅沼千紗）、奧空心白（田中あいみ）、亜夜（日高里菜） | 「全力★ドリーミングガールズ」 | ゲーム『アイドルマスター スターリットシーズン』関連曲                            |
| 4月13日  | THE IDOLM@STER STARLIT SEASON 04                                                      | Project LUMINOUS、DIAMANT | 「GR＠TITUDE」 | ゲーム『アイドルマスター スターリットシーズン』関連曲                            |
| 4月13日  | THE IDOLM@STER SHINY COLORS PANOR@MA WING 01                                          | シャイニーカラーズ | 「虹の行方」 「Daybreak Age」 | ゲーム『アイドルマスター シャイニーカラーズ』関連曲                              |
| 4月23日  | THE IDOLM@STER SHINY COLORS Synthe-Side 02                                            | 放課後クライマックスガールズ、ノクチル | 「相合学舎」 | ゲーム『アイドルマスター シャイニーカラーズ』関連曲                              |
| 4月23日  | THE IDOLM@STER SHINY COLORS Synthe-Side 02                                            | 小宮果穂（河野ひより） | 「相合学舎」 | ゲーム『アイドルマスター シャイニーカラーズ』関連曲                              |
| 7月6日   | くノ一ツバキの胸の内 あかね組音楽集                                                   | モクレン（羊宮妃那）、ツワブキ（広瀬ゆうき）、ホウセンカ（河野ひより） | 「あかね組活動日誌 ～申班～」 | テレビアニメ『くノ一ツバキの胸の内』エンディングテーマ                           |
| 7月6日   | くノ一ツバキの胸の内 あかね組音楽集                                                   | あかね組ねうしとらうたつみうまひつじさるとりいぬい | 「あかね組活動日誌 ～ねうしとらうたつみうまひつじさるとりいぬい大集合！～」 | テレビアニメ『くノ一ツバキの胸の内』エンディングテーマ                           |
| 7月13日  | THE IDOLM@STER SHINY COLORS PANOR@MA WING 04                                          | 放課後クライマックスガールズ | 「一閃は君が導く」 「キャットスクワッド」 「虹の行方」 | ゲーム『アイドルマスター シャイニーカラーズ』関連曲                              |
| 2023年   |                                                                                       | | |                                                                                  |
| 1月18日  | THE IDOLM@STER SHINY COLORS WING COLLECTION -A side-                                  | シャイニーカラーズ | 「Spread the Wings!! -25 colors-」 「Ambitious Eve -25 colors-」 「シャイノグラフィ -25 colors-」 「Resonance⁺ -25 colors-」 「SNOW FLAKES MEMORIES -25 colors-」 「FUTURITY SMILE -25 colors-」 | ゲーム『アイドルマスター シャイニーカラーズ』関連曲                              |
| 2月8日   | THE IDOLM@STER SHINY COLORS WING COLLECTION -B side-                                  | シャイニーカラーズ | 「Multicolored Sky -25 colors-」 「いつか Shiny Days -25 colors-」 「Dye the sky. -25 colors-」 「Color Days -25 colors-」 「Let's get a chance -25 colors-」 「SWEET♡STEP -25 colors-」         | ゲーム『アイドルマスター シャイニーカラーズ』関連曲                              |
| 2月11日  | THE IDOLM@STER SHINY COLORS SOLO COLLECTION -M@STERS OF IDOL WORLD!!!!! 2023-         | 小宮果穂（河野ひより） | 「Let’s get a chance」 | ゲーム『アイドルマスター シャイニーカラーズ』関連曲                              |
| 3月18日  | THE IDOLM@STER SHINY COLORS SOLO COLLECTION -5thLIVE If I_wings. part1-               | 小宮果穂（河野ひより） | 「一閃は君が導く」 | ゲーム『アイドルマスター シャイニーカラーズ』関連曲                              |
| 3月18日  | THE IDOLM@STER SHINY COLORS SOLO COLLECTION -5thLIVE If I_wings. part2-               | 小宮果穂（河野ひより） | 「キャットスクワッド」 | ゲーム『アイドルマスター シャイニーカラーズ』関連曲                              |
| 6月14日  | THE IDOLM@STER SHINY COLORS “CANVAS” 03                                               | 放課後クライマックスガールズ | 「ハナサカサイサイ」 「全力アンサー」 「ひめくりモザイク」 | ゲーム『アイドルマスター シャイニーカラーズ』関連曲                              |
| 7月22日  | THE IDOLM@STER SHINY COLORS SOLO COLLECTION -SOLO PERFORMANCE LIVE 我儘なまま Stella- | 小宮果穂（河野ひより） | 「プラニスフィア 〜planisphere〜」 | ゲーム『アイドルマスター シャイニーカラーズ』関連曲                              |
| 10月18日 | THE IDOLM@STER SHINY COLORS Song for Prism 星の声                                     | シャイニーカラーズ | 「星の声」 | ゲーム『アイドルマスター シャイニーカラーズ Song for Prism』テーマソング         |
| 2024年   |                                                                                       | | |                                                                                  |
| 1月24日  | THE IDOLM@STER SHINY COLORS Song for Prism 裸足じゃイラレナイ / 明日もBeautiful Day   | 放課後クライマックスガールズ | 「裸足じゃイラレナイ」 | ゲーム『アイドルマスター シャイニーカラーズ Song for Prism』関連曲               |
| 3月2日   | THE IDOLM@STER SHINY COLORS SOLO COLLECTION -6thLIVE TOUR Come and Unite! part1-      | 小宮果穂（河野ひより） | 「ハナサカサイサイ」 | ゲーム『アイドルマスター シャイニーカラーズ』関連曲                              |
| 3月2日   | THE IDOLM@STER SHINY COLORS SOLO COLLECTION -6thLIVE TOUR Come and Unite! part2-      | 小宮果穂（河野ひより） | 「全力アンサー」 | ゲーム『アイドルマスター シャイニーカラーズ』関連曲                              |
| 3月2日   | THE IDOLM@STER SHINY COLORS SOLO COLLECTION -6thLIVE TOUR Come and Unite! part3-      | 小宮果穂（河野ひより） | 「ひめくりモザイク」 | ゲーム『アイドルマスター シャイニーカラーズ』関連曲                              |
| 4月10日  | THE IDOLM@STER SHINY COLORS ツバサグラビティ                                          | シャイニーカラーズ | 「ツバサグラビティ」 | テレビアニメ『アイドルマスター シャイニーカラーズ』オープニングテーマ            |
| 4月10日  | THE IDOLM@STER SHINY COLORS ツバサグラビティ                                          | 放課後クライマックスガールズ | 「ツバサグラビティ」 | テレビアニメ『アイドルマスター シャイニーカラーズ』関連曲                        |
| 4月17日  | THE IDOLM@STER SHINY COLORS シャイニーPRオファー vol.2                                | 小宮果穂（河野ひより）、黛冬優子（幸村恵理）、和泉愛依（北原沙弥香） | 「ONE STAR」 | ゲーム『アイドルマスター シャイニーカラーズ』関連曲                              |
| 4月17日  | THE IDOLM@STER SHINY COLORS シャイニーPRオファー vol.2                                | 小宮果穂（河野ひより） | 「ONE STAR」 | ゲーム『アイドルマスター シャイニーカラーズ』関連曲                              |
| 7月10日  | THE IDOLM@STER SHINY COLORS ECHOES 03                                                 | 放課後クライマックスガールズ | 「放課後マギア」 「パーティーマジックデザイナー」 「Migratory Echoes」 | ゲーム『アイドルマスター シャイニーカラーズ』関連曲                              |
| 7月27日  | THE IDOLM@STER SHINY COLORS LIVE FUN!! -Beyond the Blue sky part1-                    | 小宮果穂（河野ひより） | 「ツバサグラビティ」 | テレビアニメ『アイドルマスター シャイニーカラーズ』関連曲                        |
| 10月9日  | THE IDOLM@STER SHINY COLORS プリズムフレア                                            | シャイニーカラーズ | 「プリズムフレア」 | テレビアニメ『アイドルマスター シャイニーカラーズ 2nd season』オープニングテーマ |
| 10月9日  | THE IDOLM@STER SHINY COLORS プリズムフレア                                            | 放課後クライマックスガールズ | 「プリズムフレア」 | テレビアニメ『アイドルマスター シャイニーカラーズ 2nd season』関連曲             |
| 10月30日 | THE IDOLM@STER SHINY COLORS Happy Surprise Trick!                                     | 八宮めぐる（峯田茉優）、三峰結華（希水しお）、小宮果穂（河野ひより）、西城樹里（永井真里子）、大崎甘奈（黒木ほの香） | 「CANDY UNIVERSE」 | テレビアニメ『アイドルマスター シャイニーカラーズ 2nd season』関連曲             |
| 10月30日 | THE IDOLM@STER SHINY COLORS Happy Surprise Trick!                                     | シャイニーカラーズ | 「Poison Berry Daughters」 | テレビアニメ『アイドルマスター シャイニーカラーズ 2nd season』関連曲             |
| 12月25日 | THE IDOLM@STER SHINY COLORS Over the prism                                            | 放課後クライマックスガールズ | 「さあ舞い上がれ」 | テレビアニメ『アイドルマスター シャイニーカラーズ 2nd season』関連曲             |
| 12月25日 | THE IDOLM@STER SHINY COLORS Over the prism                                            | シャイニーカラーズ | 「プリズムフレア -23 colors-」 | テレビアニメ『アイドルマスター シャイニーカラーズ 2nd season』関連曲             |
| 2025年   |                                                                                       | | |                                                                                  |
| 1月29日  | THE IDOLM@STER SHINY COLORS Song for Prism Shower of light / 快盗Vを見逃すな          | 放課後クライマックスガールズ | 「快盗Vを見逃すな」 | ゲーム『アイドルマスター シャイニーカラーズ Song for Prism』関連曲               |

### その他参加楽曲
| 発売日   | 商品名                                           | 歌                                                       | 楽曲                     | 備考                                                         |
| 2019年   | 2019年                                           | 2019年                                                   | 2019年                   | 2019年                                                       |
| -------- | ------------------------------------------------ | -------------------------------------------------------- | ------------------------ | ------------------------------------------------------------ |
| 3月31日  | 瞬間シンクロニシティ                             | teaRLove                                                 | 「瞬間シンクロニシティ」 | 『teaRLove』関連曲                                           |
| 4月28日  | ソライロメロディ                                 | teaRLove                                                 | 「ソライロメロディ」     | 『teaRLove』関連曲                                           |
| 6月30日  | 恋するサマーラッシュ                             | teaRLove                                                 | 「恋するサマーラッシュ」 | 『teaRLove』関連曲                                           |
| 9月28日  | 勇気の翼                                         | teaRLove                                                 | 「勇気の翼」             | 『teaRLove』関連曲                                           |
| 12月15日 | 僕らの夢のその先へ                               | teaRLove                                                 | 「僕らの夢のその先へ」   | 『teaRLove』関連曲                                           |
| 2022年   |                                                  |                                                          |                          |                                                              |
| 12月5日  | 283PRODUCTION UNIT LIVE SETSUNA BEAT ORIGINAL CD | 河野ひより、白石晴香、永井真里子、丸岡和佳奈、涼本あきほ | 「ハピリリ」             | ライブイベント『283PRODUCTION UNIT LIVE SETSUNA BEAT』関連曲 |
| 12月5日  | 283PRODUCTION UNIT LIVE SETSUNA BEAT ORIGINAL CD | 土屋李央、田嶌紗蘭、河野ひより、芝崎典子                 | 「NEO THEORY FANTASY」   | ライブイベント『283PRODUCTION UNIT LIVE SETSUNA BEAT』関連曲 |
| 12月5日  | 283PRODUCTION UNIT LIVE SETSUNA BEAT ORIGINAL CD | 芝崎典子、河野ひより、涼本あきほ、丸岡和佳奈、黒木ほの香 | 「今しかない瞬間を」     | ライブイベント『283PRODUCTION UNIT LIVE SETSUNA BEAT』関連曲 |

## ライブ

### 合同ライブ
| 出演日        | タイトル                            | 会場         |
| ------------- | ----------------------------------- | ------------ |
| 2024年1月21日 | 全プリキュア 20th Anniversary LIVE! | 横浜アリーナ |